# باشگاه فوتبال پلاتینزه
باشگاه فوتبال پلاتینزه یا به سادگی پلاتینزه یک باشگاه فوتبال هندوراسی است که در پلاتینزه، پورتو کورتس، کورتس واقع شده است.
این باشگاه در ۴ ژوئیه ۱۹۶۰ تأسیس شد و در سال ۱۹۶۵ اولین قهرمان لیگ ملی فوتبال هندوراس شد. محل برگزاری بازی‌های آنها ورزشگاه اکسلسیور است.

## افتخارات
- لیگ ناسیونال: ۲ قهرمانی
- جام حذفی هندوراس: ۳ قهرمانی
- سوپر جام هندوراس: ۲ نایب قهرمانی
- دسته دوم: ۱ قهرمانی